# Le Cauchemar (film)
Pour les articles homonymes, voir Cauchemar (homonymie).
Pour plus de détails, voir Fiche technique et Distribution.
Le Cauchemar (Purr-Chance to Dream) est un cartoon de Tom et Jerry réalisé par Ben Washam, produit par la Metro-Goldwyn-Mayer sorti en 1967. Il s'agit du dernier court-métrage de Tom et Jerry.

## Musique
- Eugene Poddany